# Via Castiglione
Via Castiglione (in precedenza nota come Strada Castiglione, Stra Castión in bolognese) è una delle 12 strade principali di Bologna.

## Storia
La strada collega Piazza della Mercanzia, di fianco alle Due Torri, alla porta omonima ed ai colli. L'odonimo ancora oggi utilizzato è documentato già a partire dal 1017 (strata que pergit ad castilioni), anche nella variante Strata Castilionis (non è nota la destinazione della via, da cui essa prende nome, forse una fortificazione nei dintorni della chiesa di San Michele di Jola). Nonostante ciò, fino alla riforma toponomastica del 1873-1878 esso indicava solamente il tratto entro le mura a partire da via Farini verso meridione (in questo punto è notabile un disallineamento del percorso della via). Da quest'ultima a via Clavature, via Castiglione ebbe il nome di Via dei Pepoli dal Medioevo all'Ottocento, dato che ancora oggi vi sorge Palazzo Pepoli. Il breve tratto da via Clavature a piazza della Mercanzia fu invece variamente denominato Gabella Vecchia, per la presenza di tale ufficio, Trebbo dei Banchi, a causa dei banchi degli usurai, e via di Betlem, toponimo dovuto alla chiesa di Santa Maria di Betlem, non più esistente. La parte di percorso periferica, fino al 1934, comprendeva anche le odierne vie di Barbiano, Santa Liberata, e di Monte Donato (solo una parte), collegandosi alle odierne vie del Poggio e di Jola, oppure, secondo un'altra ipotesi, all'odierna via Gaibara.

## Monumenti e luoghi d'interesse
- Palazzo Pepoli, residenza nobiliare medievale che ospita il Museo della storia di Bologna;
- Palazzo Pepoli Campogrande, sede distaccata della Pinacoteca Nazionale;
- Una facciata minore del Palazzo della Cassa di Risparmio (Bologna);
- Alcuni palazzi senatori, tra cui Palazzo Cospi, Palazzo Guastavillani e Palazzo Poeti;
- L'ex Chiesa di Santa Lucia, con l'attiguo collegio gesuita che oggi ospita il Liceo Galvani;
- Torresotto di Strada Castiglione;
- Porta Castiglione[2].

## Trasporti
Sulla via sono presenti diverse fermate (5) del trasporto pubblico locale su gomma gestito da TPER, soprattutto nel tratto collinare.

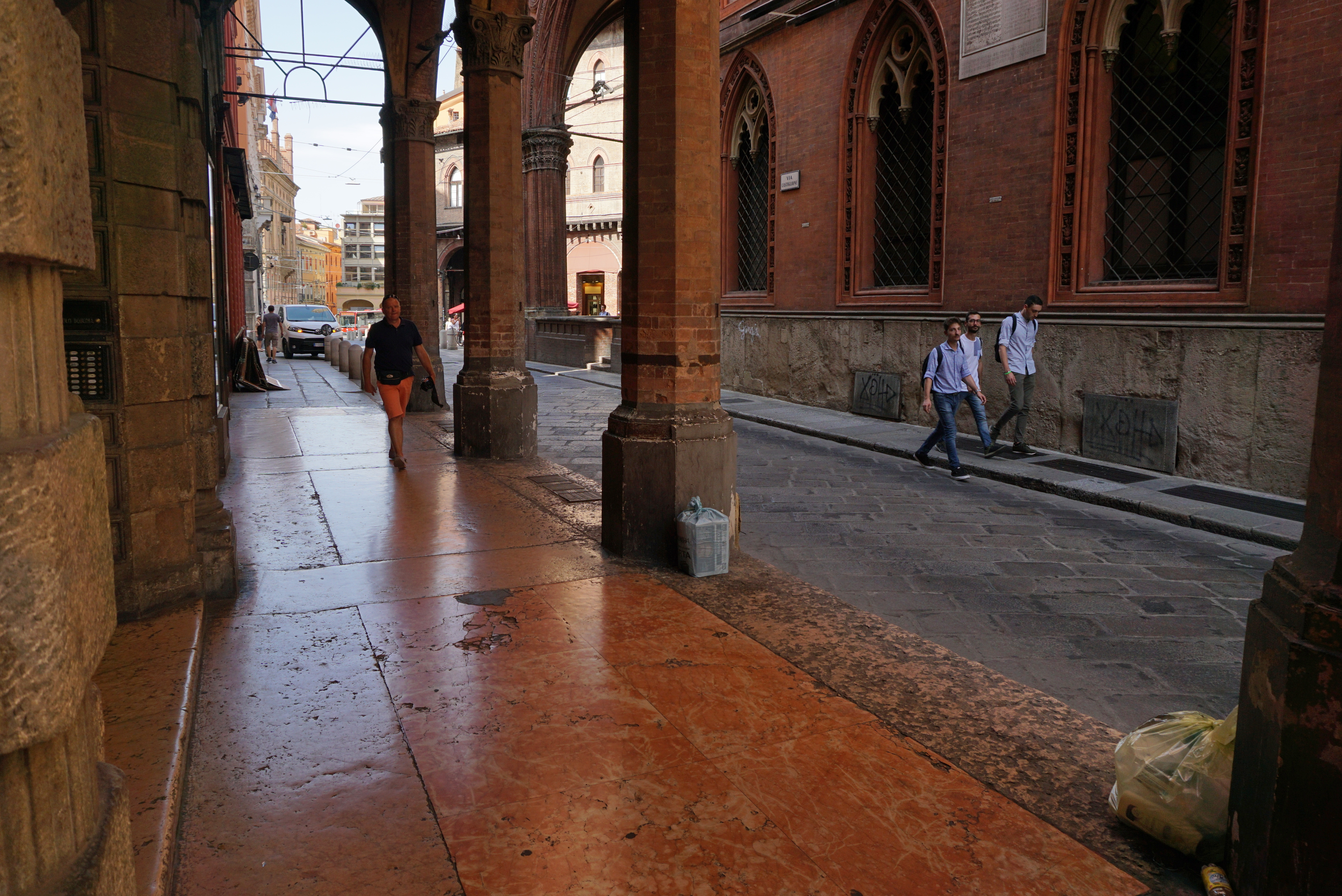
A ridosso di Piazza della Mercanzia
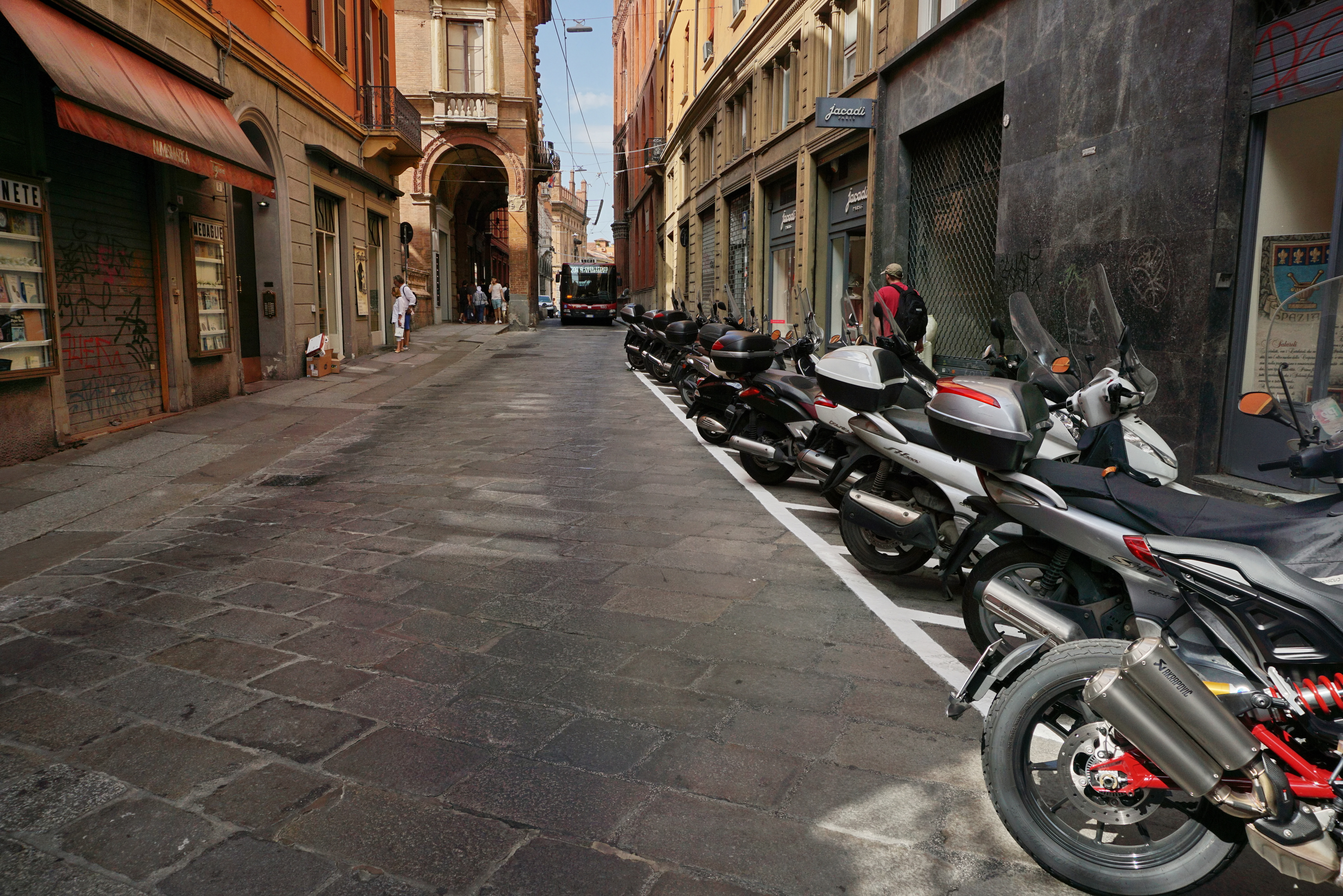
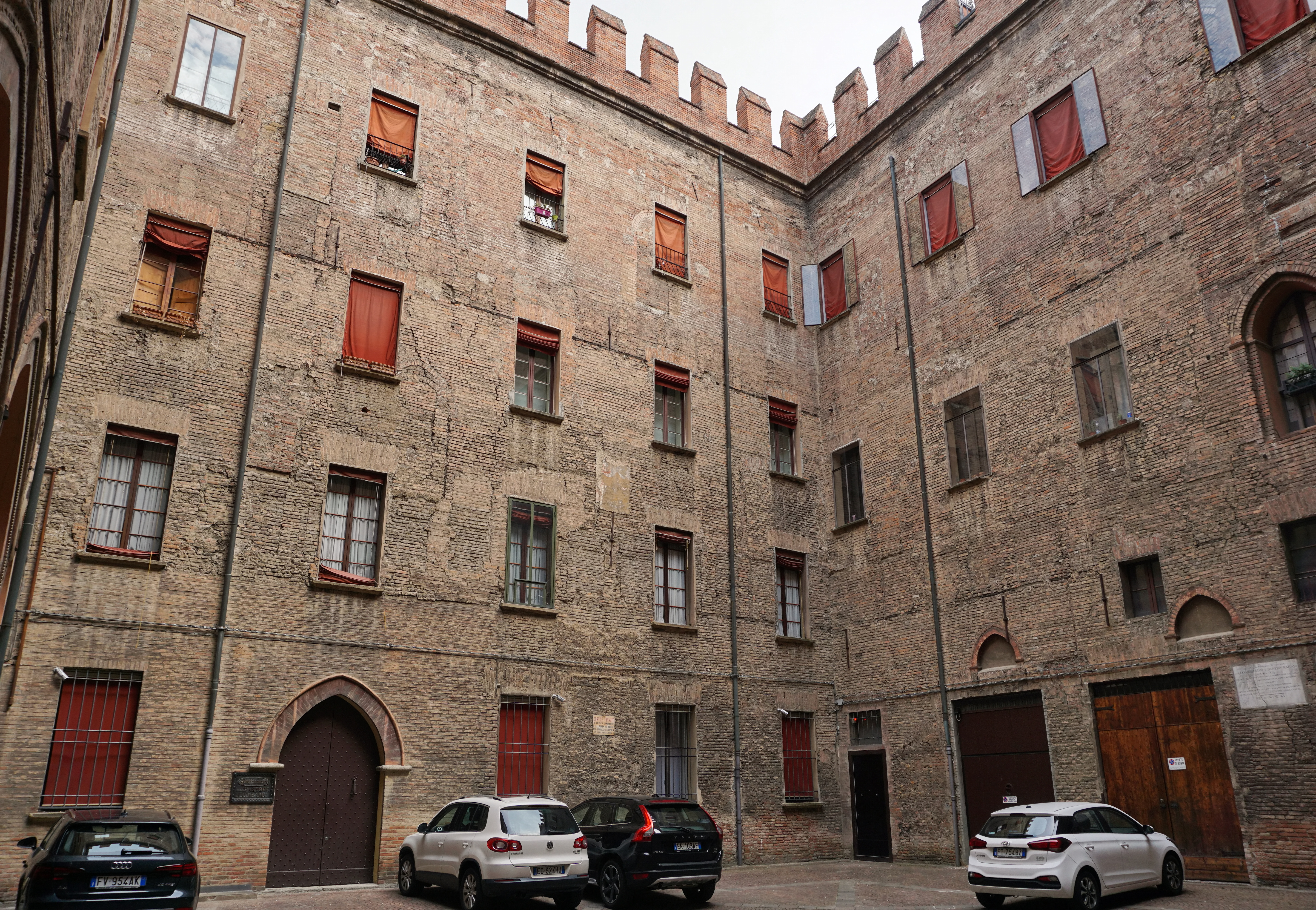
Corte interno
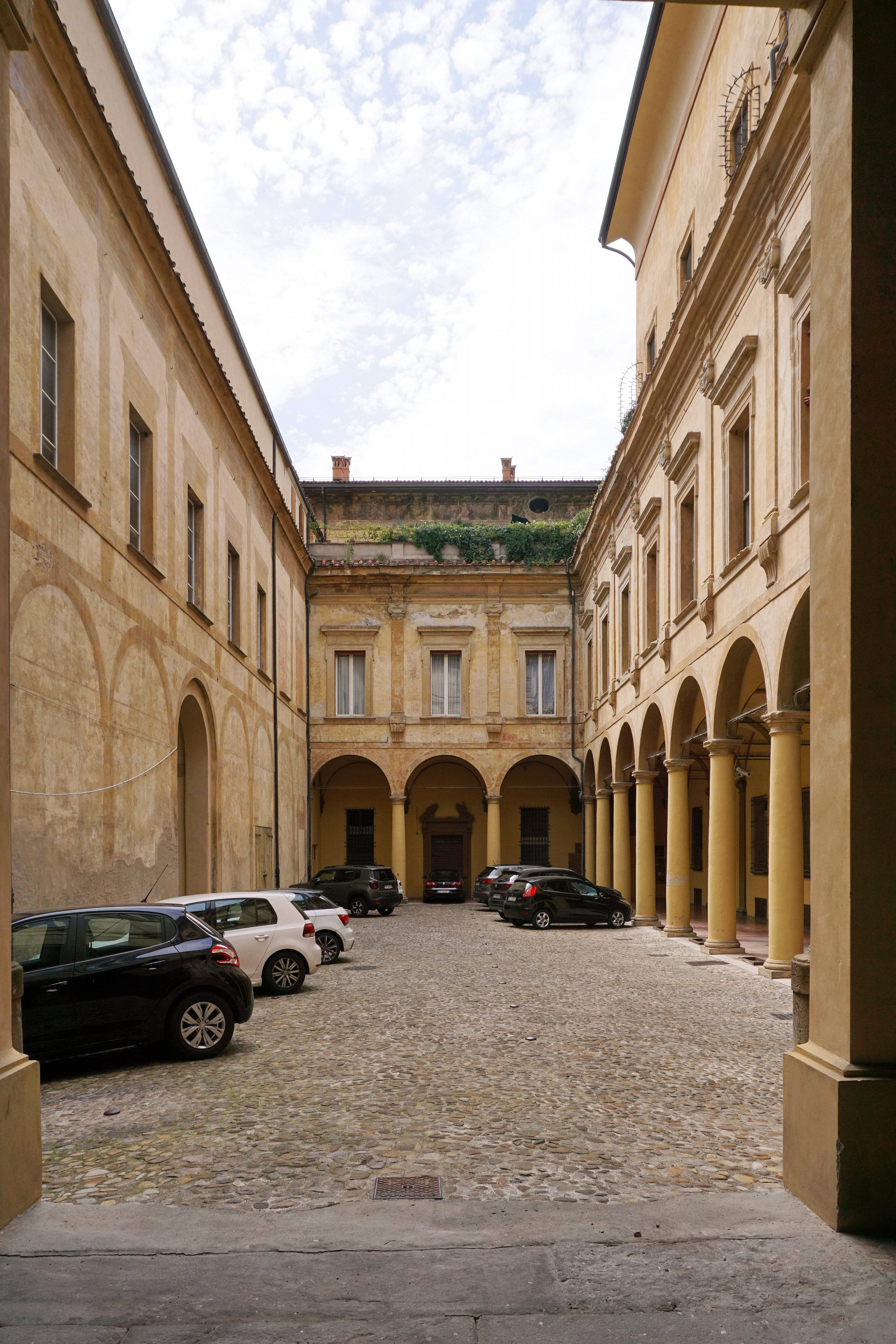
Cortile di Palazzo Pepoli Campogrande
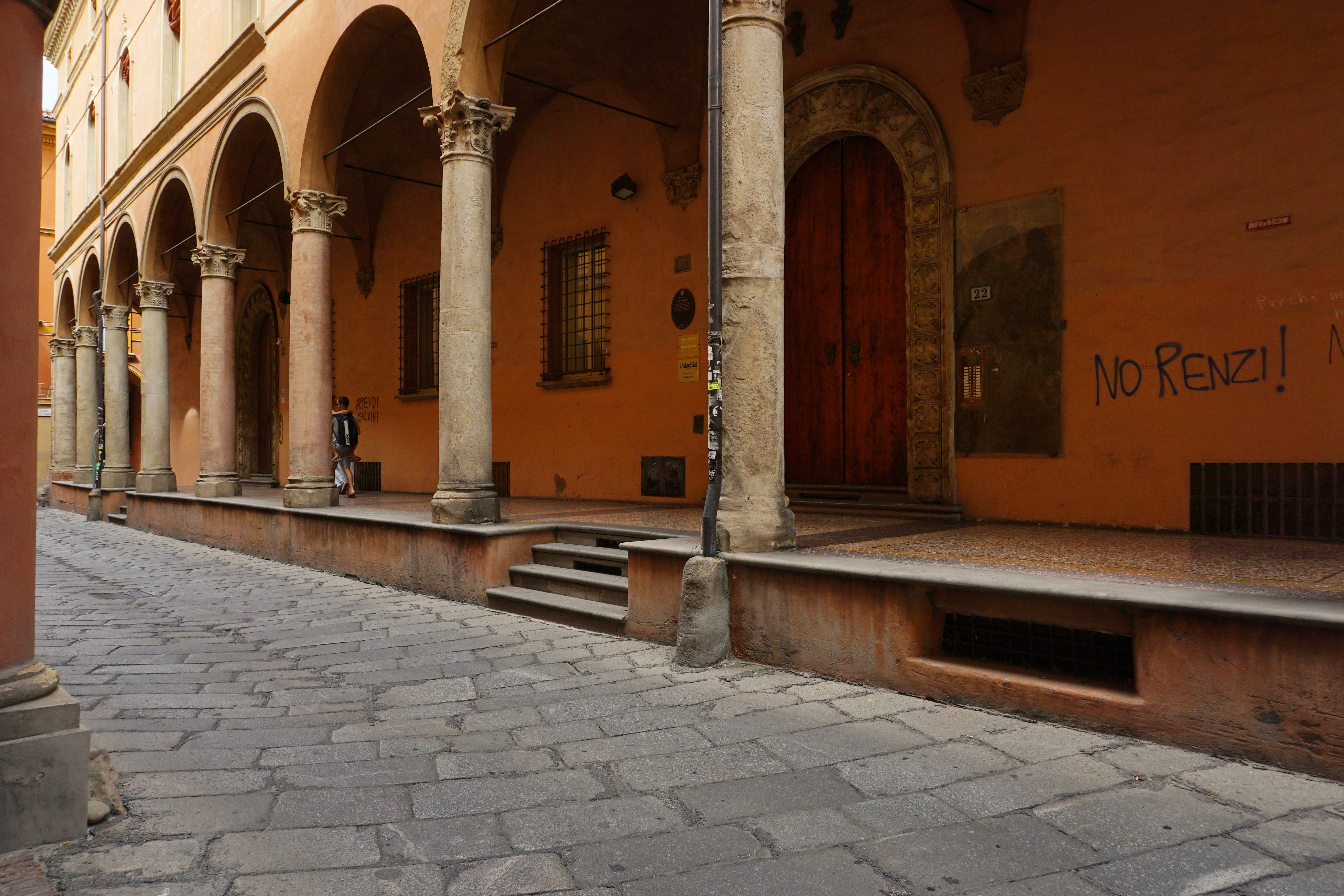
Palazzo Guastavillani, Via Castiglione 22
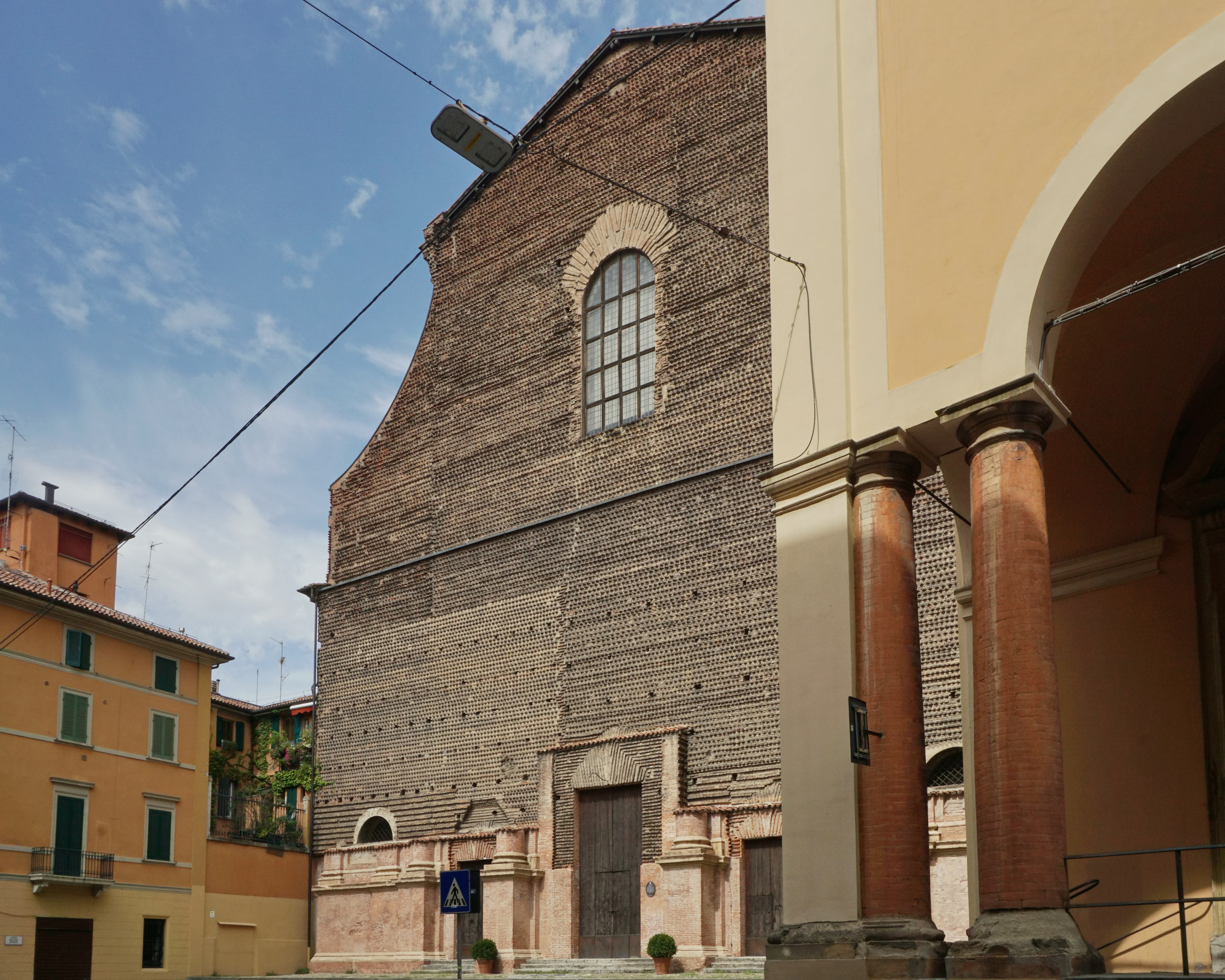
Aula Magna (ex Chiesa di Santa Lucia)
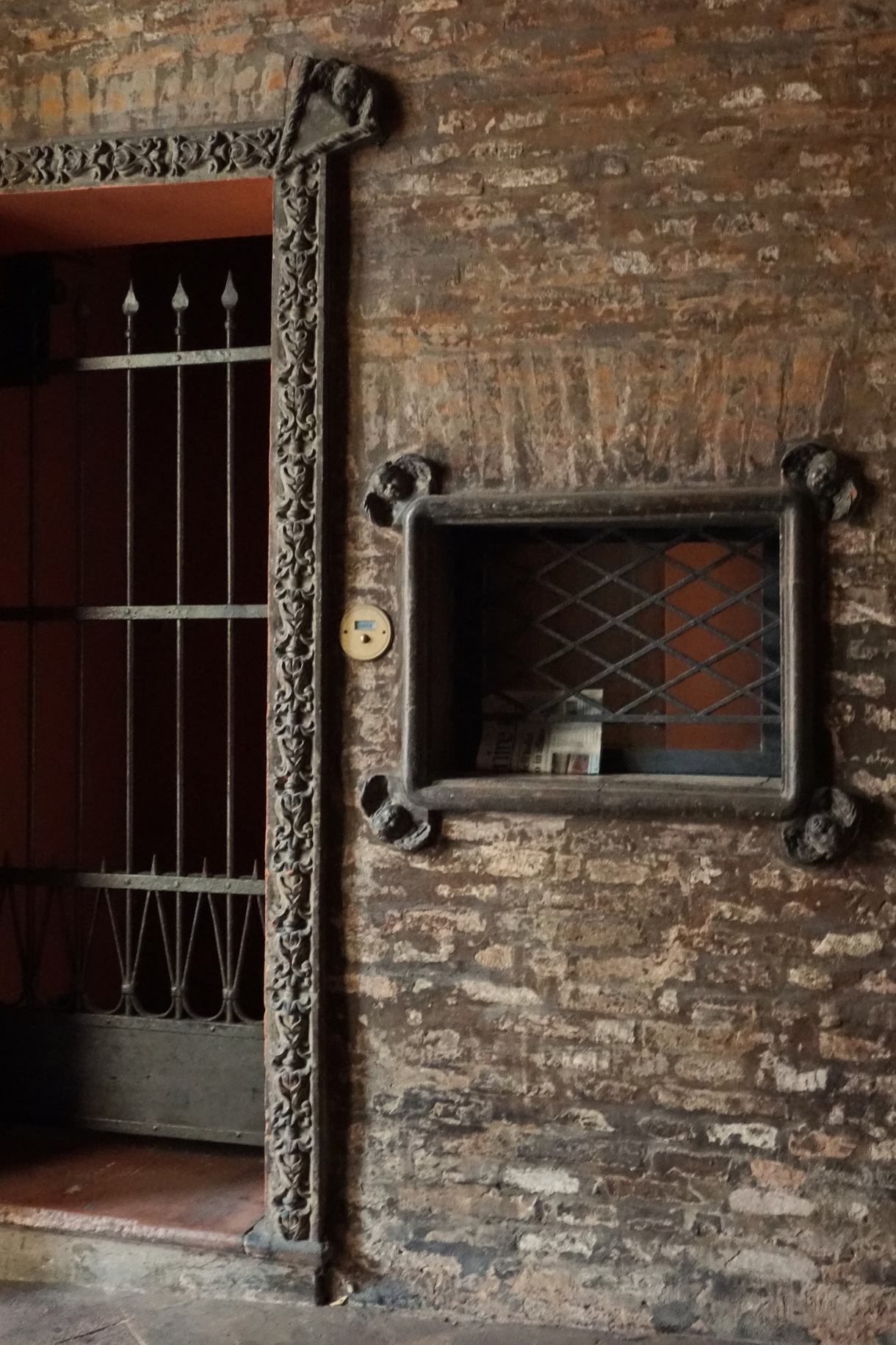
Via Castiglione 47
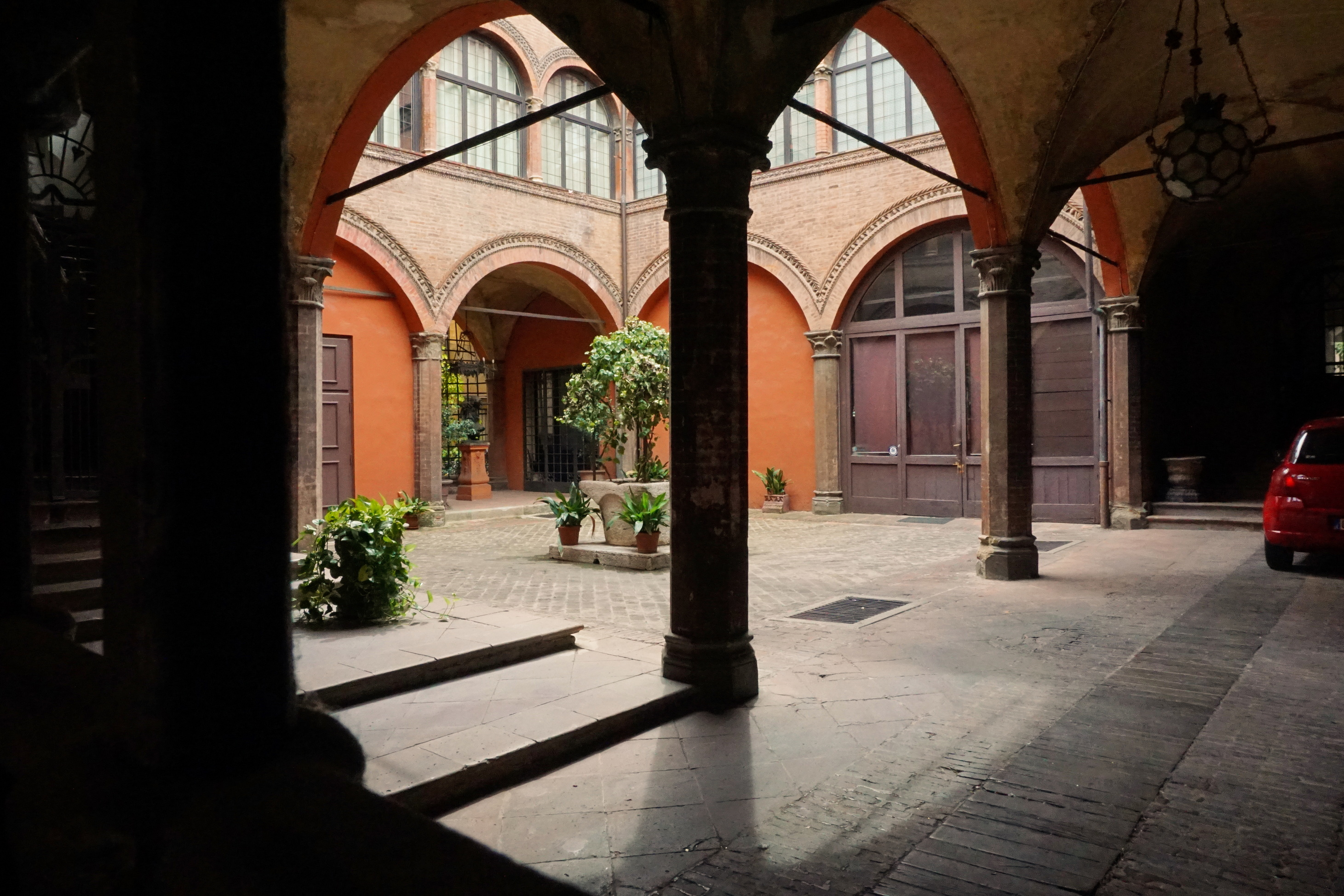
Cortile interno
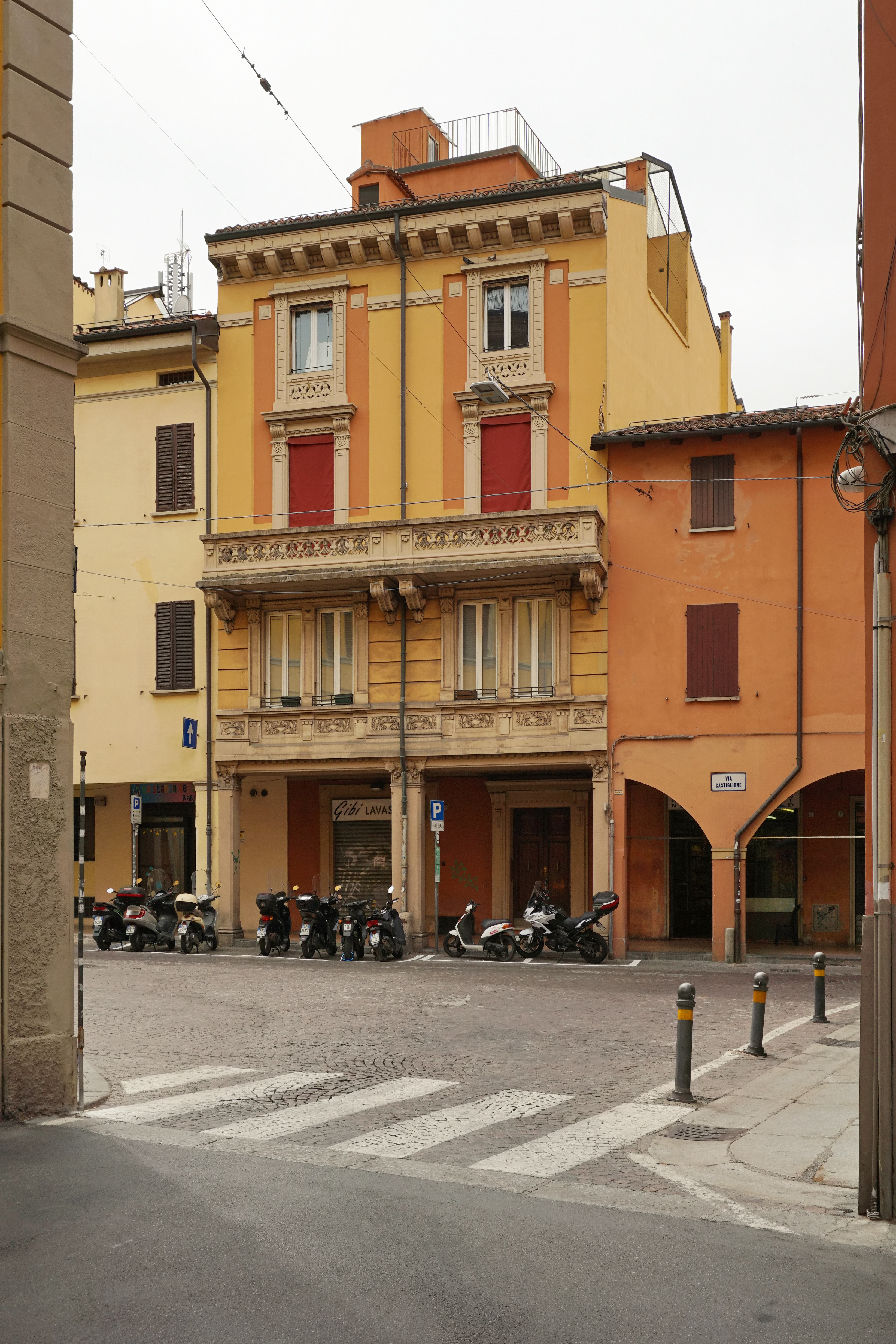
Veduta da via Orfeo
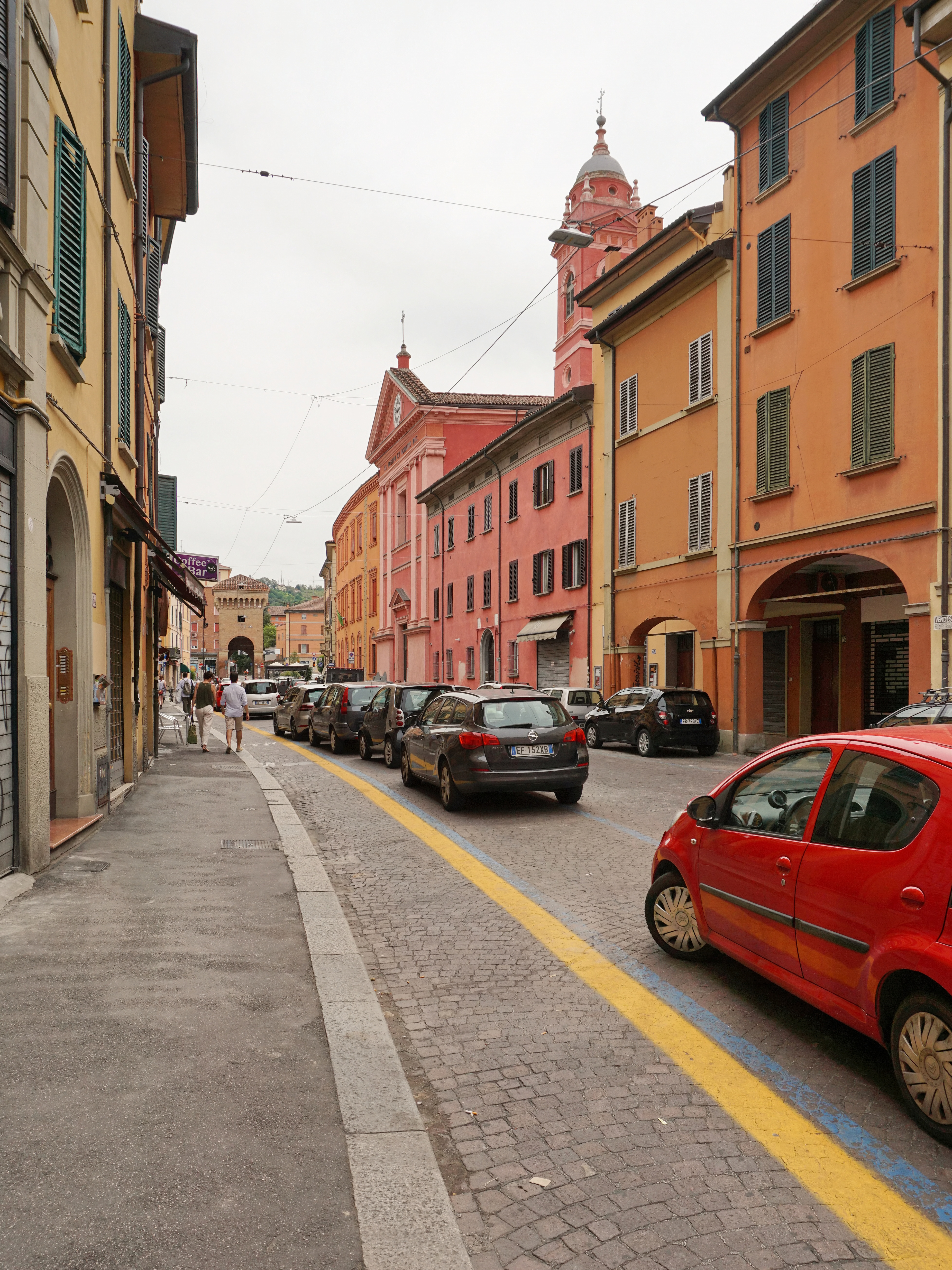
Veduta con chiesa dei SS. Giuseppe ed Ignazio e Porta Castiglione